# Zapponeta
Zapponeta est une commune italienne de la province de Foggia, dans la région Pouilles.

## Histoire
- La Tour de Rivoli, tour côtière du XVIe siècle

## Administration
| Période                                  | Période | Identité | Étiquette | Qualité |
| ---------------------------------------- | ------- | -------- | --------- | ------- |
|                                          |         |          |           |         |
| Les données manquantes sont à compléter. |         |          |           |         |

### Communes limitrophes
Cerignola, Manfredonia, Margherita di Savoia, Trinitapoli

## Démographie
Habitants recensés